# Dukeova univerzita
Dukeova univerzita (anglicky Duke University) je soukromá univerzita v Durhamu v americkém státě Severní Karolína. Byla založena v roce 1838 jako Brown School, současný název nese od roku 1924. V roce 2013 se umístila na 17. místě světového žebříčku Times Higher Education World University Rankings a na 23. místě žebříčku QS World University Rankings. Ve studii deníku The New York Times byli absolventi univerzity jedni z nejvíce uznávaných v očích zaměstnavatelů. V roce 2014 se Dukeova univerzita umístila na 7. místě společně s Massachusetts Institute of Technology a University of Pennsylvania v porovnání nejlepších amerických univerzit podle News & World Report. Magazín Forbes přidělil Dukeově univerzitě 7. místo na světě na seznamu tzv. „výkonnostních továren“ roku 2012.

## Významní absolventi
- Hans Dehmelt – nositel Nobelovy ceny za fyziku
- Robert Richardson – nositel Nobelovy ceny za fyziku
- Charles Townes – nositel Nobelovy ceny za fyziku
- Robert J. Lefkowitz – nositel Nobelovy ceny za chemii
- Richard Nixon – 37. prezident Spojených států amerických
- Theodore Ziolkowski – bývalý děkan Princetonské univerzity
- Melinda Gates – spoluzakladatelka nadace Bill & Melinda Gates Foundation
- Tim Cook – ředitel obchodní společnosti Apple
- Aubrey McClendon – spoluzakladatel a bývalý ředitel Chesapeake Energy
- Peter Nicholas – zakladatel společnosti Boston Scientific Corporation
- Rick Wagoner – General Motors
- Karl von der Heyden – bývalý finanční ředitel PepsiCo
- Paul Farmer – držitel ocenění MacArthur Award
- Mike Alix – viceprezident americké centrální banky
- Robert K. Steel – bývalý ředitel společnosti Wachovia
- Clay Felker – zakladatel New York Magazine
- Charles Brady – astronaut
- William Styron – spisovatel
- Ron Paul – politik